# Etan Cohen
Etan Cohen (født i Jerusalem i Israel i 1974) er en amerikansk manuskriptforfatter. (Han blev krediteret som Ethan Cohen Beavis and Butthead i den periode han skrev for serien i 1995.)
Cohen voksede op i Efrat, Israel og i Sharon, Massachusetts og bestod fra Maimonides School og Harvard College, hvor han skrev for Harvard Lampoon.
Hans første manuskriptarbejde var i 1995 og '97, hvor han skrev episoder til Beavis and Butthead og siden har han skrevet Mike Judge-instruerede projekter, adskillige episoder fra 2001 til '05 af King of the Hill, Idiocracy (med Luke Wilson) fra 2006 og Tropic Thunder i 2008.

## Filmografi
- Sherlock Holmes (i produktion)
- Madagascar: Escape 2 Africa (2008)
- Harvey Richards (2008)
- Tropic Thunder (2008)
- My Wife Is Retarded (2007) (også instrueret)
- Idiocracy (2006)
- King of the Hill (2001-2005)
- Beavis and Butthead (1995-1997)